# Богач, Павел Иванович
Богач Павел Иванович (1870—1916) — депутат Государственной думы Российской империи I созыва от Бессарабской губернии. Крестьянин местечка Секиряны Хотинского уезда. Земледелец с низшим образованием (окончил сельское училище), беспартийный.